# Różyna (województwo warmińsko-mazurskie)
Różyna (niem. Rosenort) – wieś w Polsce położona w województwie warmińsko-mazurskim, w powiecie bartoszyckim, w gminie Sępopol. W latach 1975–1998 miejscowość położona była w województwie olsztyńskim.

## Historia
W 1935 r. w tutejszej szkole uczyło się 44 dzieci. W tym czasie w szkole zatrudniony by jeden nauczyciel. W 1939 r. we wsi mieszkało 276 osób.
W 1946 r. ponownie uruchomiono szkołę. Pierwsza kierowniczką szkoły była Weronika Michałowska. W 1975 r. szkoła podstawowa w Różynie została zamknięta. W 1978 r. we wsi było 46 indywidualnych gospodarstw rolnych, uprawiających łącznie 554 ha ziemi. W tym czasie we wsi była świetlica, punkt biblioteczny oraz przedszkole z 17 dziećmi. W 1983 r. we wsi było 28 domów z 231 mieszkańcami.